# Jenni Kangas
Jenni Kangas (ur. 3 lipca 1992) – fińska lekkoatletka specjalizująca się w rzucie oszczepem.
W latach 2009–2013 bez większych sukcesów startowała w imprezach młodzieżowych. Finalistka mistrzostw Europy w 2016 roku. Brązowa medalistka uniwersjady w 2017 roku. Podczas kolejnych mistrzostw Europy ponownie wystartowała w finale.
Medalistka mistrzostw Finlandii, a także mistrzostw krajów nordyckich oraz reprezentantka Finlandii w meczach międzypaństwowych (w tym w Finnkampen), drużynowych mistrzostwach Europy i pucharze Europy w rzutach. 
Rekord życiowy: 60,98 (25 sierpnia 2017, Tajpej). 

## Osiągnięcia
| Rok  | Impreza                                 | Miejsce          | Lokata            | Wynik |
| ---- | --------------------------------------- | ---------------- | ----------------- | ----- |
| 2009 | Mistrzostwa świata juniorów młodszych   | Południowy Tyrol | el. – 18. miejsce | 45,00 |
| 2009 | Olimpijski festiwal młodzieży Europy    | Tampere          | 8. miejsce        | 44,95 |
| 2011 | Mistrzostwa Europy juniorów             | Tallinn          | 9. miejsce        | 50,93 |
| 2013 | Młodzieżowe mistrzostwa Europy          | Tampere          | 4. miejsce        | 54,11 |
| 2014 | I liga drużynowych mistrzostw Europy    | Tallinn          | 6. miejsce        | 52,32 |
| 2015 | Superliga drużynowych mistrzostw Europy | Czeboksary       | 3. miejsce        | 55,33 |
| 2015 | Uniwersjada                             | Gwangju          | 8. miejsce        | 53,92 |
| 2016 | Puchar Europy w rzutach                 | Arad             | 8. miejsce        | 55,89 |
| 2016 | Mistrzostwa Europy                      | Amsterdam        | 9. miejsce        | 59,41 |
| 2017 | I liga drużynowych mistrzostw Europy    | Vaasa            | 5. miejsce        | 53,87 |
| 2017 | Uniwersjada                             | Tajpej           | 3. miejsce        | 60,98 |
| 2018 | Mistrzostwa Europy                      | Berlin           | 12. miejsce       | 54,92 |
| 2019 | Puchar Europy w rzutach                 | Šamorín          | 6. miejsce        | 54,02 |
| 2019 | Superliga drużynowych mistrzostw Europy | Bydgoszcz        | 6. miejsce        | 55,37 |